# Joan Cervós
Joan Cervós Moro (Andorra la Vieja, Andorra, 24 de febrero de 1998) es un futbolista internacional andorrano que juega en la posición de defensa en el C. P. San Cristóbal de la Tercera Federación.

## Trayectoria
Inició su carrera en el año 2017 con el F. C. Andorra. En junio de 2018 se marchó al F. C. Santboià para jugar en la Tercera División de España, aunque en enero de 2019 regresó al club en el que empezó su carrera. Un año después, se marchó a los Estados Unidos para jugar en el Colorado Springs Switchbacks.
Tras su etapa en América, a finales de enero de 2021 regresó al fútbol español tras firmar con la A. E. Prat. A mediados de julio inició una nueva aventura en la U. E. Castelldefels. Esta duró un año, marchándose entonces a Bosnia y Herzegovina para jugar en el F. K. Rudar Prijedor. Allí también estuvo una temporada antes de volver otra vez a España después de fichar por el C. P. San Cristóbal.

## Selección nacional
Cervós debutó con la selección de Andorra el 3 de junio de 2018 en un partido amistoso contra Cabo Verde. El partido terminó 0-0, en los penales Andorra perdió 4-2.

### Goles como internacional
Actualizado el 22 de septiembre de 2022.
| #  | Fecha                    | Local                                   | Oponente      | Gol | Resultado | Competición                         |
| -- | ------------------------ | --------------------------------------- | ------------- | --- | --------- | ----------------------------------- |
| 1. | 22 de septiembre de 2022 | Rheinpark Stadion, Vaduz, Liechtenstein | Liechtenstein | 1   | 0-2       | Liga de Naciones de la UEFA 2022-23 |

### Seleccioes inferiores
| Selección      | Año       | Partidos | Goles |
| -------------- | --------- | -------- | ----- |
| Andorra sub-17 | 2013-2014 | 6        | 0     |
| Andorra sub-19 | 2015-2016 | 6        | 0     |
| Andorra sub-21 | 2016-2020 | 8        | 0     |

### Récord internacional
| Andorra | Andorra  | Andorra |
| Año     | Partidos | Goles   |
| ------- | -------- | ------- |
| 2018    | 7        | 0       |
| 2019    | 10       | 0       |
| 2020    | 5        | 0       |
| 2021    | 11       | 0       |
| 2022    | 10       | 1       |
| 2023    | 10       | 0       |
| 2024    | 10       | 0       |
| 2025    | 4        | 0       |
| Total   | 67       | 1       |